# Barett (Bundeswehr)

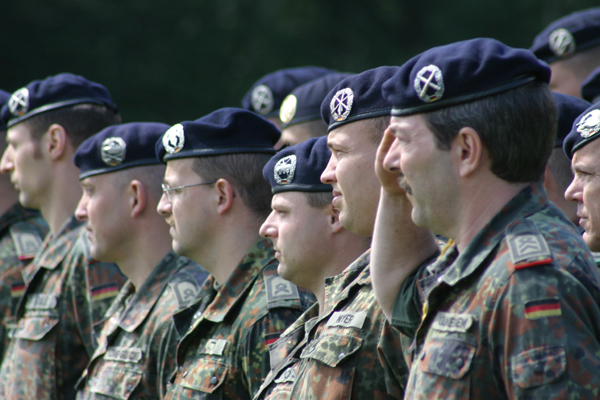
Ausbildungs- und Funktionspersonal eines Offizieranwärterbataillons

Das Barett ist eine der Kopfbedeckungen der Bundeswehr. Bei fast allen Heeresuniformträgern, aber auch einigen Luftwaffen- und Marineuniformträgern, zählt das Barett zur persönlichen Ausrüstung. In vielen Truppenteilen der Bundeswehr ist das Barett außerhalb des Gefechtsdienstes die gewöhnliche Kopfbedeckung. Seine Farbe und das am Barett über der linken Schläfe angesteckte Barettabzeichen erlauben häufig die Zuordnung des Soldaten zu einer Teilstreitkraft, Truppengattung (bzw. Dienstbereich, Verwendungsreihe oder Laufbahn) bzw. zu einem bestimmten Truppenteil – meist zu einem multinationalen Großverband. Eine ähnliche Funktion in Hinsicht auf die Zuordnung zu einem funktionalen Teilbereich (Truppengattung bzw. Verwendungsreihe) haben die Kragenspiegel in unterschiedlichen Waffenfarben sowie die Verwendungsabzeichen.

## Rechtsgrundlagen
Barette sind Teil der Uniform der Bundeswehr und daher durch ihre Relevanz im Völkerrecht besonders reglementiert. Maßgebliche gesetzliche Grundlage für Trageweise und Gestaltung ist die Anordnung des Bundespräsidenten über die Dienstgradbezeichnungen und die Uniform der Soldaten, die auch einige konkrete Bestimmungen über die zu tragenden Barette enthält. Konkrete Bestimmungen zur Ausführung und den Tragebestimmungen regelt die Zentralrichtlinie A2-2630/0-0-5 „Anzugordnung für die Soldaten der Bundeswehr“, die die bis 2015 maßgeblichen Bestimmungen der Zentralen Dienstvorschrift (ZDv) 37/10 „Anzugordnung für die Soldaten der Bundeswehr“ inhaltlich im Wesentlichen kaum verändert fortführt. Die detaillierte Ausführung beschreiben die vom Bundesamt für Ausrüstung, Informationstechnik und Nutzung der Bundeswehr herausgegebenen Technischen Lieferbedingungen TL 8405-0131 „Barette“ und TL 8455-0128 „Barettabzeichen (Truppengattungsabzeichen)“.

## Tragebestimmungen

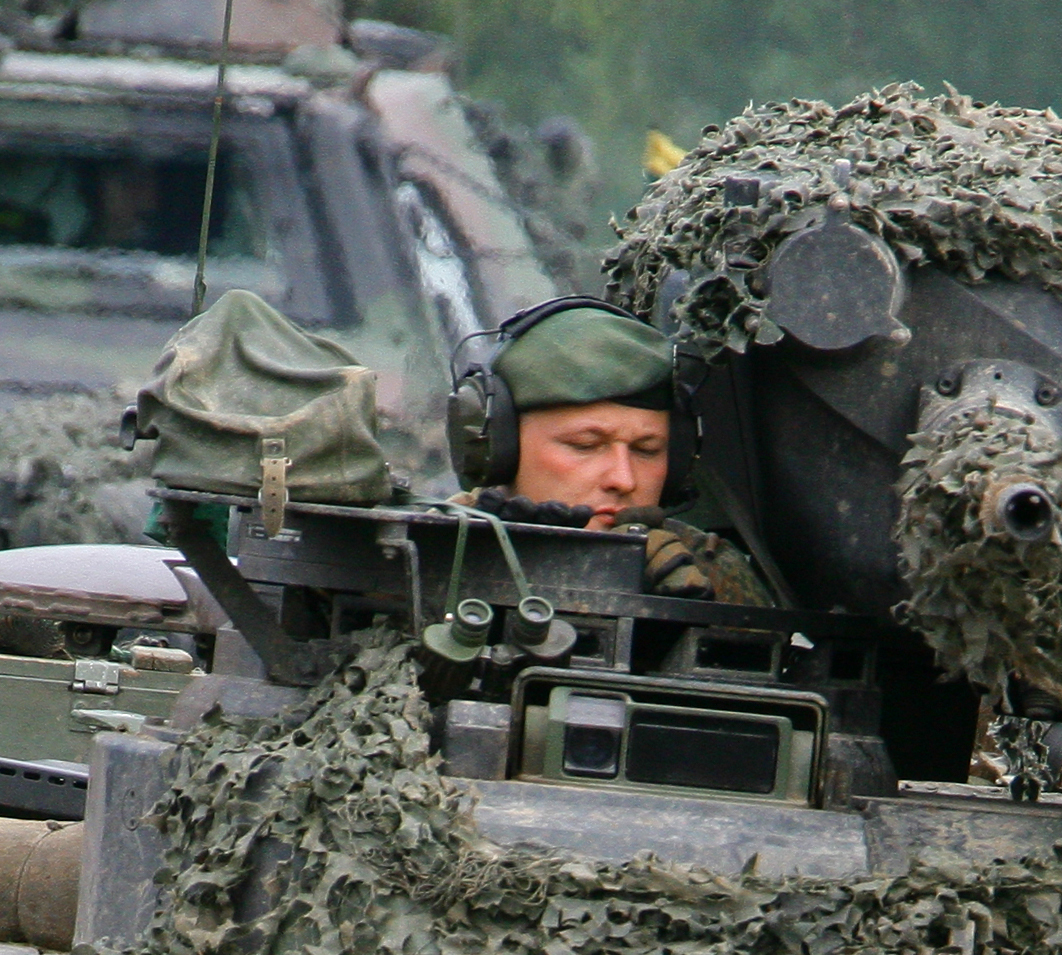
Der Kommandant dieses Marders trägt auch im Gefechtsdienst das grüne Barett der Panzergrenadiere

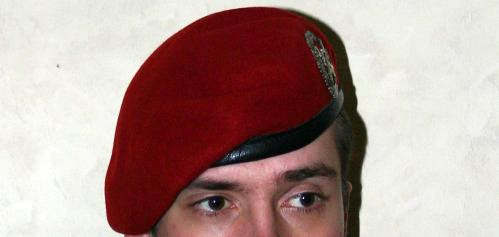
Trageweise eines Baretts am Beispiel eines Soldaten der Instandsetzungstruppe

Nach ZDv 37/10 kann das Barett Kopfbedeckung zur Grundform und verschiedener Abwandlungen der Uniform der Bundeswehr sein. Soldaten, die zum Tragen des Baretts berechtigt sind, tragen das Barett in folgender Kombination:
- zur abgewandelten Grundform des Feldanzugs (auch in der Art für Besatzungen gepanzerter Fahrzeuge) (zulässig für Heeres-, Luftwaffen- und Marineuniformträger)
- zum Flugdienstanzug (nur zulässig für Heeresuniformträger)
- zur Grundform Dienstanzug und zur Grundform Großer Dienstanzug (nur zulässig für Heeres- und Luftwaffenuniformträger)
- zur Grundform und Abwandlungen des sandfarbenen Sommeranzugs (nur zulässig für Heeres- und Luftwaffenuniformträger)
- zur ergänzten Grundform des Gesellschaftsanzug (nur zulässig für Heeresuniformträger und weibliche Luftwaffenuniformträger)[3]

Während viele Truppengattungen den Feldanzug gewöhnlicherweise in seiner Grundform mit Feldmütze tragen, ist bei den meisten Truppenteilen der Kampftruppen und der Heeresaufklärungstruppe das Barett auch außerhalb des Gefechtsdienstes die übliche Kopfbedeckung zum Feldanzug; bei den Panzertruppen, die in der Bundeswehr auch die ersten waren, die Barette erhielten, ist das Barett insbesondere für (ständige) Panzerbesatzungen auch im Gefechtsdienst üblich. Laut ZDv 37/10 werden Barette unabhängig vom Dienstgrad getragen. Wie bei den Litzen ist es jedoch in vielen Kompanien üblich, dass sich Rekruten in der Grundausbildung das Barett erst „verdienen müssen“ und es dann erst zum Ende der Grundausbildung „verliehen“ wird.
Das Barett kann gefaltet werden. Es kann so bequem transportiert werden; nach ZDv 37/10 soll das Barett aber nicht, wie manchmal in der Praxis zu sehen, unter die Schulterklappe gesteckt werden, sondern in der rechten Seitentasche der Feldhose verstaut werden. In der Bundeswehr kann zudem der Trend zu kleiner werdenden Baretten französischer Art (sogenannte „Kommandobarette“ der französischen Marke Plein Ciel) beobachtet werden. Das Tragen der selbst beschafften Kommandobarette ist von der ZDv 37/10 nicht vorgesehen, wird aber von vielen Vorgesetzten auch deshalb geduldet, weil auch die dienstlich gelieferten Barette ohnehin herstellungsbedingt große Schwankungen der Tellergröße aufweisen.

## Beschreibung

### Abgrenzung zur Barettfarbe

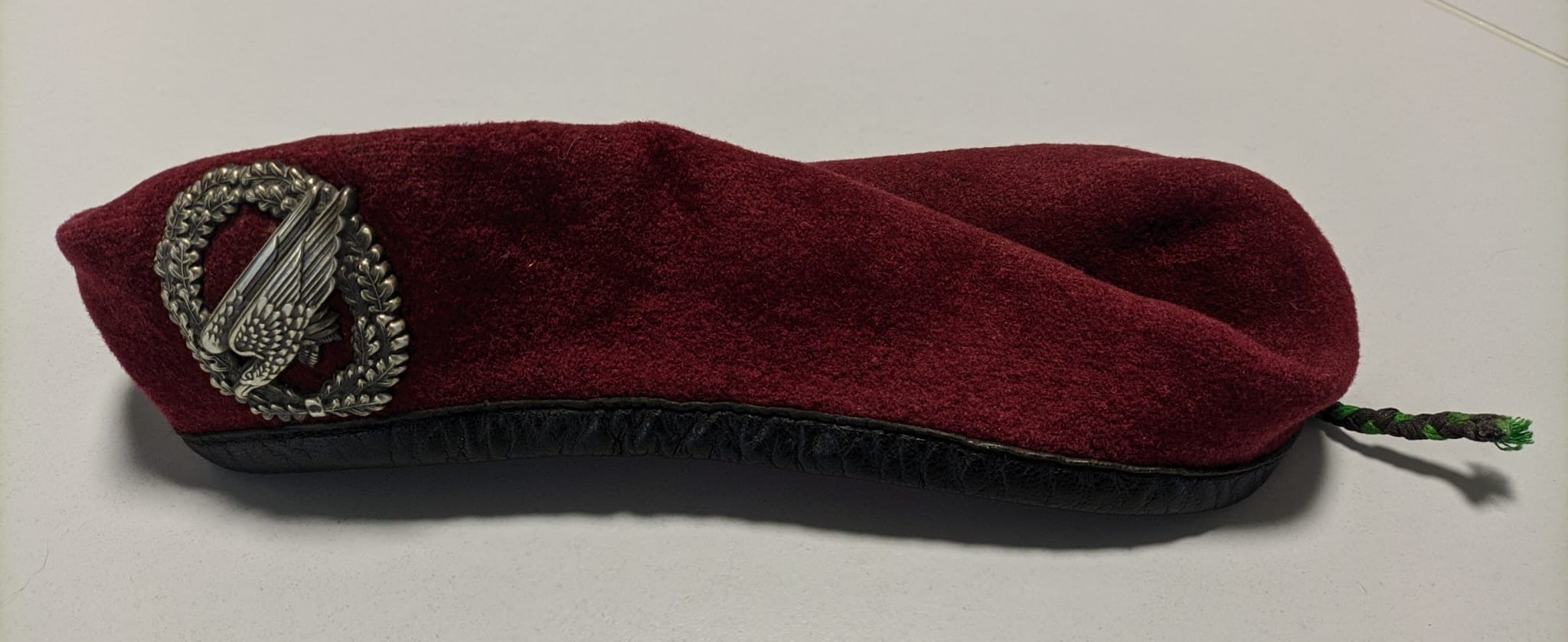
Ein oft in der Fallschirmjägertruppe geduldetes, aber nicht der ZDv 37/10 entsprechendes, Barett mit selbst beschafftem Barettabzeichen alter Art ohne Bundesflagge und ins Zugband eingeflochtener Waffenfarbe.

Das Barett ist in Form einer Baskenmütze ohne Zipfel aus farbigem Wollfilz gefertigt. Die Randeinfassung des Stumpens ist aus schwarzem Ziegenlederband gefertigt, durch das ein Zugband aus Flachlitze geführt wird, um die Kopfweite individuell einstellen zu können.
Das Truppengattungsabzeichen (auch als Barettabzeichen bezeichnet) ist mit einer Verstärkungseinlage hinterlegt und gemäß ZDv 37/10 seitlich oberhalb der linken Schläfe angebracht. Die „überstehende“ Seite des Baretts wird eng über die rechte Kopfseite gezogen, so dass das Barett leicht schräg (rechts und auf der Stirnseite tiefer als links und hinten) auf dem Kopf sitzt, das Truppengattungsabzeichen aber dennoch annähernd vertikal steht.
Das Barettabzeichen ist nach ZDv 37/10 metallgeprägt. Gestickte, selbstbeschaffte Ausführungen des Truppengattungsabzeichen sind für Heeresuniformträger nur für Offiziere und Unteroffiziere zugelassen – für Marineuniformträger sind selbstbeschaffte, handgestickte Abzeichen für alle Dienstgrade zulässig. Das Hinterlegen der Truppengattungsabzeichen mit der Waffenfarbe oder das Einflechten der Litzen der Waffenfarbe in das Zugband des Baretts – wie z. B. häufig bei der Heeresaufklärungs- und Panzertruppe sowie bei Kräften, die aufgrund ihrer Unterstellung ein farblich abweichendes Barett tragen  – entspricht nicht der ZDv 37/10, wird aber teils durch die Vorgesetzten geduldet.

### Barettfarben
Kein Barett tragen Soldaten, die die Bergmütze tragen (siehe dazu Kapitel → „Kopfbedeckung der Gebirgstruppe“), sowie die Mehrzahl der Marine- und Luftwaffenuniformträger, die nicht unter die in der Tabelle unten explizit aufgezählten Gruppen fallen, sowie die Mitglieder der Big Band der Bundeswehr soweit diese überhaupt in Heeresuniform auftritt.
Alle anderen Soldaten der Bundeswehr tragen ein Barett in der Farbe, die für ihr Einsatzkontingent, ihren Truppenteil oder allgemein für ihre Truppengattung (bzw. ihre Verwendungsreihe, bzw. ihr Ausstattungssoll, bzw. ihren Ausbildungsabschnitt, bzw. gemäß ihrem Geschlecht, Uniformträgerbereich und Laufbahn) vorgesehen ist, wobei wie folgt priorisiert wird:
1. Deutsche Kontingente der Friedenstruppen der Vereinten Nationen tragen das unten beschriebene Barett.[A 9]
2. Offiziere und Offizieranwärter tragen nach Rückführung der Offiziersausbildung in die jeweiligen Truppengattungen das Barett in der Farbe ihrer Truppengattung (Beispiel: ein Offizieranwärter der Artillerie trägt das korallenrote Barett).[A 10][A 11]
3. Heeresuniformträger des Sanitätsdienstes Heer tragen das unten beschriebene kobaltblaue Barett, wenn sie nicht Teil der Division Schnelle Kräfte sind.[A 12][A 13][A 14]
4. Soldaten im Cyber- und Informationsraum tragen das marineblaue Barett.
5. Alle anderen Soldaten tragen – falls die ZDv 37/10 darüber explizite Bestimmungen trifft – das für ihren Truppenteil oder ihre Verwendungsreihe oder ihr Ausstattungssoll[A 5] oder ihr Geschlecht, Uniformträgerbereich und Laufbahn[A 7] explizit vorgesehene Barett.[A 15]
6. Alle anderen Heeresuniformträger in einem Truppenteil bis Bataillons-/Regimentsebene[A 16] (außer in Führungsunterstützungsregimentern[A 17]) tragen gleichfarbige Barette der Truppengattung, die ihrem Truppenteil zugeordnet ist.[A 18][A 19]
7. In allen anderen außer oben aufgezählten Fällen tragen Heeresuniformträger Barette in der Farbe, die die ZDv 37/10 ihrer „persönlichen“ Truppengattung zuordnet.[A 20]

| Farbe | Farbe                             | Trägergruppe |
| ----- | --------------------------------- | --- |
|       | Grün                              | Jägertruppe, Panzergrenadiertruppe, Heeressoldaten des Wachbataillons BMVg, Soldaten der Gebirgsjägertruppe, die nicht in der Gebirgsjägerbrigade 23, im Gebirgssanitätsregiment 42, im Gebirgsmusikkorps, im Bundesministerium der Verteidigung, in Kommandobehörden, in Ämtern, Schulen, Landeskommandos und integrierten Stäben eingesetzt sind, Stabsmusikkorps der Bundeswehr, Musikkorps der Bundeswehr, Heeresmusikkorps Neubrandenburg, Heeresmusikkorps Kassel |
|       | Bordeauxrot                       | Fallschirmjägertruppe, Heeresfliegertruppe, Soldaten des Kommandos Spezialkräfte, Division Spezielle Operationen, Luftlandebrigaden, Luftlande- und Lufttransportschule, Heeresmusikkorps Veitshöchheim, Heeresmusikkorps Koblenz |
|       | Schwarz                           | Panzertruppe, Heeresaufklärungstruppe, Heeresmusikkorps Hannover, Heeresmusikkorps Ulm |
|       | Korallenrot, dunkel (Korallenrot) | Heeresflugabwehrtruppe, ABC-Abwehrtruppe, Pioniertruppe, Artillerietruppe, Topografietruppe, Fernmeldetruppe, Feldjägertruppe, Instandsetzungstruppe, Nachschubtruppe, Truppe für Operative Information, Ausbildungsmusikkorps |
|       | Blau (Kobaltblau)                 | Sanitätstruppe, Soldaten des Sanitätsdienstes (Anmerkung: Heeresuniformträger) |
|       | Marineblau (Dunkelblau)           | Deutsch-Französische Brigade, Angehörige der OA-Bataillone, 1. (DEU/NLD) Korps, Eurokorps, Soldaten der Luftwaffe im Wachbataillon BMVg, Soldaten der Marinesicherungstruppe und der Waffentauchergruppe, [sowie andere Marineuniformträger … ], die nach Marine-Land ausgestattet sind, Objektschutzkräfte des Objektschutzregiments Luftwaffe und Luftwaffensicherungsstaffeln „S“ der Fliegerhorstgruppe des Jagdbombergeschwaders 33 sowie zur Verstärkung dieser Kräfte herangezogenen Kräfte, weibliche Soldaten der Laufbahnen des Sanitätsdienstes, [sowie] des Militärmusikdienstes (Anmerkung: nur Luftwaffenuniformträger), Angehörige des Luftwaffenmusikkorps Erfurt (Anmerkung: nur im protokollarischen Einsatz), Angehörige des Cyber- und Informationsraum (CIR) |
|       | UN-Blau                           | Friedenstruppen der Vereinten Nationen (nur während der UN-Mission und der Einsatzvorbereitung) |

### Änderungen und Barettfarben aufgelöster Truppengattungen
Aufgelöste Truppengattungen trugen folgende Barettfarben:
| Farbe | Farbe                             | Trägergruppe |
| ----- | --------------------------------- | --- |
|       | Grün                              | Panzerjägertruppe (bis etwa 1977/78 wegen der Zugehörigkeit zur Infanterie)                                                                             |
|       | Bordeauxrot                       | Fernspähtruppe |
|       | Schwarz                           | - Panzeraufklärungstruppe - Panzerjägertruppe (ab etwa 1977/78 mit Beginn der Unterstellung zur Panzertruppe bis zur Auflösung) - Feldnachrichtentruppe |
|       | Korallenrot, dunkel (Korallenrot) | Heeresflugabwehrtruppe |

#### Abgrenzung zur Waffenfarbe
Die Farbe des Baretts entspricht meist nicht der Waffenfarbe. In einigen Fällen entsprechen oder ähneln sich (zufällig) aber Waffen- und Barettfarbe (i. d. R. in etwa bei der Jägertruppe, Panzergrenadiertruppe, Artillerietruppe und der Sanitätstruppe).

### Barett-/Truppengattungsabzeichen
Alle Träger eines Baretts tragen an der linken Schläfe des Baretts angesteckt ein Barett- bzw. Truppengattungsabzeichen. Für Marineuniformträger nehmen einige Laufbahnabzeichen sowie die Verwendungsabzeichen eine ganz ähnliche Funktion wie die Truppengattungsabzeichen ein. Welches Barettabzeichen von den Soldaten zu tragen ist, richtet sich ähnlich wie bei der zu tragenden Barettfarbe (vgl. oben) nach Einsatzkontingent, ihrem Organisationsbereich, Truppenteil oder allgemein ihrer Truppengattung (bzw. nach der Zugehörigkeit zur Gruppe der Marineuniformträger bzw. nach ihrem Geschlecht, Uniformträgerbereich und Laufbahn). Dabei ist folgende Priorisierung maßgeblich:
1. Deutsche Kontingente der Friedenstruppen der Vereinten Nationen tragen das unten beschriebene Barettabzeichen der Vereinten Nationen.[A 52]
2. Alle anderen Soldaten tragen – falls die ZDv 37/10 darüber explizite Bestimmungen trifft – das für ihren Organisationsbereich, Truppenteil oder für Marineuniformträger[A 51] oder ihr Geschlecht, Uniformträgerbereich und Laufbahn[A 7] explizit vorgesehene Barettabzeichen.[A 53]
3. Alle anderen Heeresuniformträger in einem Truppenteil bis Bataillons-/ Regimentsebene[A 16] (außer in Führungsunterstützungsregimentern[A 17], Logistik- und Versorgungsbataillonen[A 54] und Offizieranwärterbataillonen[A 55]) tragen gleiche Barettabzeichen der Truppengattung, die ihrem Truppenteil zugeordnet ist.[A 18][A 19][A 56]
4. In allen anderen außer oben aufgezählten Fällen tragen Heeresuniformträger Barettabzeichen, die die ZDv 37/10 ihrer „persönlichen“ Truppengattung zuordnet.[A 57]

Folgende Tabelle zeigt die Barett-/ Truppengattungsabzeichen, die nach ZDv 37/10, TL 8455-0128 oder Vereinte Nationen am Barett anzubringen sind. Die nach ZDv 37/10 selbstbeschafften, handgestickten, aber in der ZDv 37/10 nicht näher beschriebenen anzunähenden Textilabzeichen für Marineuniformträger aller Dienstgrade und Heeresuniformträger der Dienstgradgruppen Offiziere und Unteroffiziere, sind analog gestaltet.
Alle – nicht multinationale Einheiten – haben am unteren Rand ein eingelassenes rechteckiges Plättchen (0,7 × 1,2 cm) in den Bundesfarben Schwarz-Rot-Gold.

#### Barett-/Truppengattungsabzeichen für Heeres- und Luftwaffenuniformträger in nationalen Truppenteilen
| Abbildung       | Text |
| --------------- | --- |
| Barettabzeichen | Trägergruppe: Panzertruppe Beschreibung: Metallgeprägte, altsilberne Eichenlaubumrandung. am unteren Rand ein eingelassenes rechteckiges Plättchen (0,7 × 1,2 cm) in den Bundesfarben Schwarz-Rot-Gold. In der Mitte der Eichenlaubumrandung ein stilisierter Kampfpanzer. Bedeutung: Der Kampfpanzer ist das Hauptwaffensystem der Panzertruppe. Der hier abgebildete Panzer mit dem Eisernen Kreuz (dem Hoheitszeichen der Bundeswehr und früherer deutscher und preußischer Streitkräfte) am Turm ist vermutlich eine stilisierte Abbildung eines Leopard 1 der ersten Baulose. Das Eichenlaub ist ein traditionelles deutsches Symbol. Der Kampfpanzer war bereits in Form der später von den Kragenspiegeln in Waffenfarbe abgelösten Metallabzeichen am Kragen das Truppengattungsabzeichen der Panzertruppe. Im Übrigen besteht bei der Gestaltung eine gewisse Ähnlichkeit zum Design des Panzerkampfabzeichens des Heeres und der Panzerkampfabzeichen der Luftwaffe der Wehrmacht. |
| Barettabzeichen | Trägergruppe: Heeresaufklärungstruppe Beschreibung: Umrandung wie oben, darin mittig zwei gekreuzte Reiterlanzen mit Wimpeln Weiß-Schwarz (in heraldischen Farben). Bedeutung: Das nach Aufstellung der Heeresaufklärungstruppe neu entworfene Truppengattungsabzeichen greift mit den gekreuzten Lanzen ein gemeinsames Symbol aus den im Gegenzug wegfallenden Barettabzeichen der zur Aufstellung herangezogenen Fernspähtruppe, Panzeraufklärungstruppe und Feldnachrichtentruppe (vgl. unten) auf. Die Reiterlanzen stehen für die Kavallerie, genauer Ulanen, in deren Traditionslinie sich die Aufklärer (inoffiziell) sehen. Bereits in einem (vor Einführung von Theodor Heuss abgelehnten) Entwurf für die später durch Kragenspiegeln ersetzten Metallanstecker standen zwei gekreuzte Ulanenlanzen für die Aufklärungstruppe. Die Farben Schwarz und Weiß sind möglicherweise wie beim Eisernen Kreuz der Bundeswehr ein Rückgriff auf die Farben Preußens. |
| Barettabzeichen | Trägergruppe: Panzergrenadiertruppe Beschreibung: Umrandung wie oben, darin mittig ein stilisierter Schützenpanzer; darunter zwei gekreuzte Gewehre. Bedeutung: Der Schützenpanzer ist das Hauptwaffensystem der Panzergrenadiertruppe. Stilisiert ist hier vermutlich der ausgesteuerte HS 30. Die Gewehre könnten stilisierte Darstellungen des Karabiner 98 sein, das noch heute als repräsentative Waffe im Protokolldienst im Wachbataillon BMVg eingesetzt wird. In der Heraldik finden sich häufig gekreuzte Waffen, ob in Form gekreuzter Säbel, Gewehre, Schwerter oder anderer Waffen. Auch in der Bundeswehr findet sich diese Waffenanordnung häufig. Man betrachte dazu die umstehenden Barettabzeichen mit ihren gekreuzten Gewehren, Kanonenrohren, Lanzen usw. Ein weiteres Beispiel sind die gekreuzten Schwerter an den Schirmmützen des Heeres. Gekreuzte Gewehre finden sich im Tätigkeitsabzeichen für Personal der Sicherungstruppe (einer Untergliederung der Infanterie), für Personal im allgemeinen Heeresdienst und im Sonderabzeichen für Sicherungstruppführer der Luftwaffe. Gekreuzte Gewehre waren bereits in Form der später von den Kragenspiegeln in Waffenfarbe abgelösten Metallabzeichen am Kragen das Truppengattungsabzeichen der Infanterie, zu der die Panzergrenadiertruppe damals noch zählte. In einem (vor Einführung von Theodor Heuss abgelehnten) Entwurf für eben jene Metallembleme standen Panzer und gekreuzten Gewehren für die Panzergrenadiertruppe. Bereits in der Wehrmacht wurden Gewehre, gekreuzte Gewehre oder andere gekreuzte Waffen – häufig umrahmt von Eichenlaub – gängige Gestaltungselemente für viele Abzeichen. Auch die 57er-Version der zuletzt 1945 verliehenen Ehrenblattspange zeigt zwei sich kreuzende Schwerter im Eichenlaubkranz mit Schleife. Möglicherweise folgt die Darstellung gekreuzter Gewehre auch der Symbolik des taktischen Zeichens der Panzergrenadiertruppe, das wiederum Elemente des taktischen Zeichens der Infanterie enthält, denn die dort gezeigten gekreuzten Linien werden manchmal ebenfalls als gekreuzte Waffen gedeutet. Somit wären sowohl die Zugehörigkeit der Panzergrenadiere zu den Panzertruppen (durch die Darstellung eines Panzers) sowie deren ehemalige Zugehörigkeit zur Infanterie (durch die Darstellung der gekreuzten Gewehre) nach Vorbild des taktischen Zeichens der Panzergrenadiertruppe auch im Barettabzeichen berücksichtigt. |
| Barettabzeichen | Trägergruppe: Fallschirmjägertruppe Beschreibung: Umrandung wie oben, darin mittig ein stilisierter, stürzender Adler. Bedeutung: Der Adler ist traditionell das deutsche Wappentier. Hier symbolisiert er vor allem die Fähigkeit zur Luftlandung und die Kampfkraft der Fallschirmjäger. Fast identisch ist er auch im Verbandsabzeichen der Division Schnelle Kräfte und identisch oder ähnlich in einigen weiteren Verbandsabzeichen (ehemaliger) luftbeweglicher Verbände der Bundeswehr abgebildet. Es zeigt große Ähnlichkeit zur Gestaltung der Springerabzeichen 1. und 2. Version der jungen Bundeswehr, die wiederum in der Gestaltung auf das Design der Fallschirmschützenabzeichen der Luftwaffe und des Heeres der Wehrmacht zurückgriffen. |
| Barettabzeichen | Trägergruppe: Kommando Spezialkräfte Beschreibung: Umrandung wie oben, darin mittig ein stilisiertes, senkrecht stehendes Schwert. Bedeutung: Das Breitschwert taucht in stilisierter Form u. a. sowohl in ihrem eigenen Verbandsabzeichen, dem ihrer Division sowie im Verbandsabzeichen des (außer Dienst gestellten) Kommandos Führung Operationen von Spezialkräften auf. Das aufrechte stehende Breitschwert (wahlweise ein Dolch) findet sich im Zusammenhang mit Wappen und Symbolen vieler Spezialkräfte in ganz unterschiedlichen Streitkräften weltweit. Beispiel ist das Abzeichen der US-amerikanischen und österreichischen Spezialkräfte. So ähnlich hat das Schwert aber auch bereits Vorgänger (ausdrücklich nicht im Sinne einer Traditionslinie) bei deutschen Spezialeinheiten, denn bereits die „Brandenburger“ in der Wehrmacht führten ein Schwert in ihrem Truppenerkennungszeichen. |
| Barettabzeichen | Trägergruppe: Artillerietruppe Beschreibung: Umrandung wie oben, darin mittig zwei gekreuzte, stilisierte Kanonenrohre. Bedeutung: Die Rohre stehen für die Rohrartillerie, die in den meisten Truppenteilen der Artillerie das Hauptwaffensystem darstellt. Ein (mit einem Gewehr) gekreuztes Rohr findet sich auch im Tätigkeitsabzeichen für Rohrwaffenpersonal. Gekreuzte Rohre waren bereits in Form der später von den Kragenspiegeln in Waffenfarbe abgelösten Metallabzeichen am Kragen das Truppengattungsabzeichen der Artillerietruppe. |
| Barettabzeichen | Trägergruppe: Fernmeldetruppe Beschreibung: Umrandung wie oben, darin mittig ein stilisierter Blitz von rechts oben nach links unten. Bedeutung: Der Blitz ist ein bekanntes Symbol für die elektrische und elektronische Nachrichtenübermittlung wie dem Telefon („Fernsprecher“) und war lange Zeit auch auf den Dienstflaggen und den Signets deutscher Postbehörden abgebildet, die Telefonnetze betrieben. Das taktische Zeichen der Fernmeldetruppe zeigt den Blitz in stilisierter Form. Der Blitz war bereits in Form der später von den Kragenspiegeln in Waffenfarbe abgelösten Metallabzeichen am Kragen das Truppengattungsabzeichen der Fernmeldetruppe. |
| Barettabzeichen | Trägergruppe: Pioniertruppe Beschreibung: Umrandung wie oben, darin mittig eine stilisierte Brücke vor senkrecht stehendem Eichenblatt. Bedeutung: Brückenbau und Brückeninstandhaltung ist ein wesentlicher Teil des Fähigkeitsprofils der Pioniertruppe. Auch im taktischen Zeichen der Pioniertruppe wird die Brücke stilisiert. Das Eichenlaub gilt als traditionelles deutsches Symbol. Brücke und Eichenlaub waren bereits in Form der später von den Kragenspiegeln in Waffenfarbe abgelösten Metallabzeichen am Kragen das Truppengattungsabzeichen der Pioniertruppe. |
| Barettabzeichen | Trägergruppe: Heeresfliegertruppe Beschreibung: Umrandung wie oben, darin mittig eine stilisierte Doppelschwinge vor stehendem Schwert. Bedeutung: Die Schwinge steht für den fliegerischen Dienst und die Luftbeweglichkeit der Heeresfliegertruppe. Insofern ähnelt die auch auf dem Ärmelband der Heeresfliegertruppe abgebildete Doppelschwinge der Luftwaffenschwinge, die im Barettabzeichen der Objektschutzkräfte der Luftwaffe abgebildet ist (Weiterführendes zur Luftwaffenschwinge ebenda). Die Doppelschwinge war bereits in Form der später von den Kragenspiegeln in Waffenfarbe abgelösten Metallabzeichen am Kragen das Truppengattungsabzeichen der Heeresfliegertruppe. Das Schwert steht nicht, wie beim Barettabzeichen des Kommandos Spezialkräfte, für eine (etwaige) Fähigkeit zur Durchführung von Spezialeinsätzen, sondern stellt für das Heer eine Unterscheidung zur Luftwaffe her, dessen traditionelles Symbol (gekreuzte) Schwerter sind. |
| Barettabzeichen | Trägergruppe: ABC-Abwehrtruppe Beschreibung: Umrandung wie oben, darin mittig zwei gekreuzte, stilisierte Retorten vor senkrecht stehendem Eichenblatt. Bedeutung: Die Retorte, die stilisiert auch im taktischen Zeichen der ABC-Abwehrtruppe abgebildet sind, ist ein Instrument aus dem Chemielabor, die die ABC-Abwehr zur Untersuchung chemischer und biologischer Waffen betreibt. Eine Retorte findet sich auch im Tätigkeitsabzeichen für ABC-Abwehr- und Selbstschutzpersonal. Eichenlaub ist ein traditionelles deutsches Symbol. |
| Barettabzeichen | Trägergruppe: Truppe für Operative Kommunikation Beschreibung: Umrandung wie oben, darin mittig ein stilisierter Pfeil [, der sich zwischen zwei Schrägbalken „hindurchschlängelt“ (zunächst darunter dann hinüber)]. Bedeutung: Der Pfeil symbolisiert den grenzüberschreitenden Informationsweg. Mittels Pfeilen werden beispielsweise auch Datenflüsse in Programmablaufplänen nach DIN 66001 dargestellt. Die beiden Balken bilden einen stilisierten Grenzzaun. Das Verbreiten von Informationen zur gezielten Beeinflussung der Psychologie gegnerischer und eigener Kräfte ist die Hauptaufgabe der Truppe für Operative Kommunikation. Der sich schlängelnde Pfeil findet sich auch im Tätigkeitsabzeichen für Personal des Aufgabenbereichs für Operative Kommunikation. |
| Barettabzeichen | Trägergruppe: Instandsetzungstruppe Beschreibung: Umrandung wie oben, darin mittig ein stilisierter Zahnkranz, darin gekreuzt Schraubenschlüssel und Kanonenrohr. Bedeutung: Der auch im taktischen Zeichen der Instandsetzungstruppen abgebildete Maulschlüssel bildet mit dem Zahnkranz und dem Rohr das „Feldzeugzeichen“. Die Instandsetzungstruppe war in den Anfangsjahren der Bundeswehr und früheren deutschen Streitkräften als Feldzeugtruppe bekannt. Die beiden letztgenannten Gegenstände stehen für die Instandsetzung von Fahrzeugen (insbesondere Kettenfahrzeuge mit ihren entweder als Antriebs- oder Führungsrad eingesetzten Zahnrädern) und Waffen. Das gezeigte Rohr ähnelt stark dem Rohr aus dem Barettabzeichen der Artillerietruppe. Ein Zahnkranz findet sich auch im Tätigkeitsabzeichen für Technisches Personal und analog bei der Marine im Verwendungsabzeichen für die 40er Verwendungsreihen (Marinetechnikdienst). Das Feldzeugzeichen war bereits in Form der später von den Kragenspiegeln in Waffenfarbe abgelösten Metallabzeichen am Kragen das Truppengattungsabzeichen der Feldzeugtruppe. |
| Barettabzeichen | Trägergruppe: Nachschubtruppe Beschreibung: Umrandung wie oben, darin mittig ein stilisierter Flügelstab vor stilisiertem Rad. Bedeutung: Der Flügelstab – auch Caduceus, Merkurstab oder Hermesstab genannt – steht für den griechischen Götterboten Hermes und dessen römisches Pendant Merkur. Merkur war der Schutzpatron der Händler. Wesentliche Teil des Handels ist der Transport und das rechtzeitige Bereitstellen von Waren; im Militär ist dies die Hauptaufgabe der Nachschubtruppe. Beispielsweise ist auch das Logistikunternehmen Hermes nach dem Götterboten benannt. Das abgebildete Rad ist der Form nach ein Eisenbahnrad. Es erinnert an die einst überragende strategische Bedeutung der Eisenbahn (englisch: train) für das militärische Nachschubwesen. Noch heute werden in den österreichischen und schweizerischen Streitkräften einige Nachschubverbände als Train zusammengefasst. Das Rad (kein Eisenbahnrad) als Symbol für das Transportwesen schlechthin taucht auch im taktischen Zeichen der Transporteinheiten auf. Der Flügelstab und das Rad waren bereits in Form der später von den Kragenspiegeln in Waffenfarbe abgelösten Metallabzeichen am Kragen das Truppengattungsabzeichen der damals noch als Quartiermeistertruppe bezeichneten Nachschubtruppe. |
| Barettabzeichen | Trägergruppe: Heeresuniformträger Sanitätstruppe (inklusive Sanitätsdienst Heer) und weibliche Luftwaffenuniformträger der Sanitätslaufbahn Beschreibung: Umrandung wie oben, darin mittig ein Äskulapstab und eine Schlange in doppelter Windung. Bedeutung: Der Äskulapstab ist das Symbol des ärztlichen und pharmazeutischen Standes. Er stammt aus der griechischen Mythologie und zeigt optisch eine Ähnlichkeit zu einer Variante des Hermesstabs, den die Nachschubtruppe im Barettabzeichen führt. Der Äskulapstab und Schlange werden in den Verbandsabzeichen des Zentralen Sanitätsdienstes abgebildet und (teils mit, teils ohne Stab) neben den Dienstgradabzeichen der Sanitäts- und Sanitätsoffizieranwärter (nur Marine- und Heeresuniformträger; bei Marineuniformträgern als Laufbahnabzeichen) abgebildet. Marineuniformträger anderer Dienstgradgruppen und Laufbahnen in der sanitätsdienstlichen Verwendungsreihe 81 tragen den Äskulapstab in ähnlicher Form (die Schlange windet sich um einen unklaren Anker statt den Stab) als Verwendungsabzeichen als Ergänzung ihrer Dienstgradabzeichen. Am Dienstanzug für Mannschaften der Luftwaffe im Sanitätsdienst wird der Äskulapstab mit Schlange an beiden Jackenärmeln aufgenäht. Ein Äskulapstab findet sich auch im Tätigkeitsabzeichen für Fliegerärzte, für Sanitätspersonal, für Flugmedizinisches Assistenzpersonal sowie für Taucherärzte. Der Äskulapstab im Eichenlaubkranz war bereits in Form der später von den Kragenspiegeln in Waffenfarbe abgelösten Metallabzeichen am Kragen das Truppengattungsabzeichen der Sanitätstruppe. |
| Barettabzeichen | Trägergruppe: Feldjägertruppe Beschreibung: Umrandung wie oben, darin mittig der Gardestern mit der Aufschrift „suum cuique“ und stilisiertem Adler. Bedeutung: Stern mit Adler und der lateinischen Inschrift „suum cuique“ (deutsch: „Jedem das Seine“) geht auf den preußischen Hohen Orden vom Schwarzen Adler zurück. Der Adler ist also der preußische Adler, der neben dem Reichsadler als Vorgänger des Bundesadlers gilt. Der preußische König Friedrich II., dessen Namensvetter und Vorfahr Friedrich I. den Adlerorden gestiftet hat, soll 1740 die Aufstellung der Feldjägertruppe befohlen haben. 1741 verlieh Friedrich II. dem Reitenden Feldjägercorps für besondere Verdienste den Gardestern. Gardestern wurde der Stern genannt, weil er auch Kennzeichen des Gardekorps der preußischen Streitkräfte war. Später wurde er in Preußen, später auch in anderen Teilen des deutschen Reiches Teil der Polizei-/ Gendarmerieuniform. Für den Gardestern bürgerte sich daher der Name „Polizeistern“ ein. Bis heute ist er in veränderter Form Mützenabzeichen der deutschen Polizei. Das Motto „Jedem das Seine“ des Adlerordens ist als Motto der Feldjägertruppe nicht im Sinne der von Friedrich I. bei der Stiftung des Verdienstordens gemeinten Bedeutung (in etwa „Jedem nach seinem Verdienst“) und erst recht nicht in der von den Nationalsozialisten gemeinten Bedeutung („Jeder bekommt was er verdient“) zu verstehen, sondern eher im ursprünglichen Sinne Ciceros, auf den der Ausspruch zurückgehen soll, als er feststellte, dass sich die Gerechtigkeit vor allem dadurch charakterisiert, das sie jedem ohne sonstiges Ansehen der Person eine alleine nach Maßstab seines Verhaltens gerechte Behandlung zukommen lässt. Ein Stern findet sich auch im Tätigkeitsabzeichen für Feldjäger. Der Stern war bereits in Form der später von den Kragenspiegeln in Waffenfarbe abgelösten Metallabzeichen am Kragen das Truppengattungsabzeichen der Feldjägertruppe. |
| Barettabzeichen | Trägergruppe: Alle Barett tragenden Soldaten im Militärmusikdienst (dazu zählen ausdrücklich auch alle weiblichen Luftwaffenuniformträger der Laufbahn im Militärmusikdienst). Beschreibung: Umrandung wie oben, darin mittig eine Lyra. Bedeutung: Die (hier dreisaitige) Lyra ist ein antikes Saiteninstrument. Die neuzeitliche Weiterentwicklung Harfe ist in den Sinfonieorchestern meist vertreten. Besonders häufig sind Auftritte des Militärmusikdienstes in dieser Formation aber nicht. Beim Gelöbnis, beim Großen Zapfenstreich oder bei Protokolleinsätzen treten die Musikkorps dagegen regelmäßig als Blasorchester und Spielmannszug auf. Die Zupfinstrumente Harfe und Leier spielen beim hier marschlastigen Repertoire kaum keine Rolle. Eher schon trifft das für die ähnlich einer antiken Lyra geformte und gleichnamige Metallophon „Lyra“ zu. Das Laufbahnabzeichen für Marineuniformträger der Dienstgradgruppe Offiziere im Militärmusikdienst zeigt die Lyra, ebenso für andere Marineuniformträger das Verwendungsabzeichen der Verwendungsreihe 85 (Militärmusikdienst) und das Tätigkeitsabzeichen für Militärmusikpersonal. In der deutschen Militärmusik spielte die Lyra von jeher als Uniformstück, besonders auf Schulterklappen, eine bedeutende Rolle. Die Lyra ist im militärischen Symbol der Musikkorps abgebildet. Eine Lyra findet sich auch im Tätigkeitsabzeichen für Militärmusikpersonal. Die Lyra war bereits in Form der später von den Kragenspiegeln in Waffenfarbe abgelösten Metallabzeichen am Kragen das Truppengattungsabzeichen der Militärmusik. |
| Barettabzeichen | Trägergruppe: Alle Angehörige des 2017 neu aufgestellten Cyber- und Informationsraumes Beschreibung: Umrandung wie oben, darin mittig auf einer stilisierten Weltkugel, oben ein beidseitig nach außen zeigender Doppelblitz, unten ein gespaltener Schild mit (ungespaltenen) Schildhaupt französischer Form mit Bord; im Schildhaupt die Aufschrift „CIR“. Bedeutung: Die Weltkugel symbolisiert die Aufgaben im Geoinformationswesen, die weltweite Aufklärung sowie das Internet mit seiner globaler Vernetzung des Cyber- und Informationsraums. Die Weltkugel war so ähnlich bereits im Truppengattungsabzeichen der Topographietruppes abgebildet. Der Schild symbolisiert Schutz des Operationsraumes. „CIR“ ist die Kurzform für „Cyber- und Informationsraum“. Das entgegen gerichtete Pfeilsymbol symbolisiert die Überwachung und Aufklärung im Cyber- und Informationsraum. Dieses Symbol knüpft an das militärische Symbol der Truppe Fernmelde-/Elektronischer Kampf (FmEloKa) an. |
| Barettabzeichen | Trägergruppe: Heeres- und Luftwaffenuniformträger im Wachbataillon BMVg Beschreibung: Umrandung wie oben, darin mittig ein gotisches „W“. Bedeutung: Das „W“ steht für Wachbataillon und geht auf das auf den Schulterklappen des 1936/37 ausgeplanten Berliner Wachregiments der Wehrmacht (ursprünglich im November 1920 aufgestellt als „Wachtruppe“ in der Reichswehr) abgebildete „W“ zurück. Das Anknüpfen an die Tradition bestimmter Verbände früherer Streitkräfte ist in dieser besonders deutlichen Form sehr ungewöhnlich für die Bundeswehr und steht in Konflikt mit dem Traditionserlass, ist jedoch beim Wachbataillon BMVg gelebte und offiziell genehmigte Praxis. |
| Barettabzeichen | Trägergruppe: Alle Luftwaffenuniformträger mit Barett die nicht im Wachbataillon BMVg dienen oder zu den weiblichen Luftwaffenuniformträgern der Laufbahnen Sanitäts- oder Militärmusikdienst zählen. Beschreibung: Umrandung wie oben, darin mittig zwei gekreuzte Gewehre und die Luftwaffenschwinge. Bedeutung: Die im oberen Drittel eingefasste Luftwaffenschwinge ist die typische Doppelschwinge der Luftwaffe, die in der Luftwaffe beispielsweise als Uniformaufnäher am Dienstanzug, auf den Ärmelbändern der Traditionsgeschwader, auf den Aufschiebeschlaufen, an der Schirmmütze und ihren Kragenspiegeln abgebildet wird. Auch in einigen für die Luftwaffe typischen Tätigkeitsabzeichen taucht sie auf (Tätigkeitsabzeichen für Militärfahrzeugführer, für Fliegerärzte, für ständige Luftfahrzeugbesatzungsangehörige, für flugmedizinisches Assistenzpersonal und für Waffensystemoffiziere). Große Ähnlichkeit zeigt die Schwinge mit der Doppelschwinge im Verwendungsabzeichen für die 50er Verwendungsreihe (Marinefliegerdienst) aber vor allem mit der im Barettabzeichen der Heeresflieger. Die gekreuzten Gewehre sind wie beim Barettabzeichen der Panzergrenadiere und der Marinesicherung Karabiner 98, die noch heute als repräsentative Waffe im Protokolldienst im Wachbataillon BMVg eingesetzt werden. Die gekreuzten Gewehre werden im taktischen Zeichen der Objektschutzkräfte gleich doppelt in stilisierter Form wiedergegeben: das Andreaskreuz symbolisiert einen infanteristischen Verband; das kleine Kreuz darunter steht allgemein für Truppenteile der Sicherungstruppe. Insgesamt ähnelt das Barettabzeichen in auffälliger Weise dem Sonderabzeichen für Sicherungstruppführer der Luftwaffe. |
| Barettabzeichen | Trägergruppe: Jägertruppe sowie alle Soldaten der Gebirgsjägertruppe, die das Barett statt Bergmütze tragen. Beschreibung: Metallgeprägte, goldfarbene Umrandung in Kordelform. Am unteren Rand eingelassenes, rechteckiges Plättchen (0,7 × 1,2 cm) in den Bundesfarben Schwarz-Rot-Gold. In der Mitte der Umrandung in Kordelform ein stilisierter Eichenbruch. Bedeutung: Das Barettabzeichen ist das einzige goldfarbene und das einzige von einer Kordel umrandete Truppengattungsabzeichen für Heeresuniformträger. Ob diese ungewöhnlichen Abweichungen auf die Entstehung als eines der ersten Barettabzeichen zurückgehen oder ihren Ursprung in der Uniformgeschichte der Jägertruppe haben, ist unklar. Auffällig ist, dass bereits das Ärmelabzeichen der Jäger der Wehrmacht eine Fassung in Form einer Kordel aufwies. Das fehlende Eichenlaub der Umrandung wird durch den zentral aufragenden Eichenlaubzweig „ersetzt“. Eichenlaub ist eines der bekanntesten Symbole deutscher Streitkräfte und spätestens seit der Reichsgründung Nationalsymbol deutscher Staaten im Allgemeinen. Die Verwendung von Eichenlaub im deutschen Militär geht auf die behelfsmäßige Mützenkennzeichnung der Soldaten der obersten Heeresleitung mit Standort Kolberg in Form eines Eichenlaubkranzes aus dem Jahr 1919 zurück. Die Mützenmarkierung diente der Unterscheidung von Soldaten anderer Truppenteile am Standort. Das 1919 aufgestellte Freikorps Hindenburg übernahm den Eichenlaubkranz als Ärmelabzeichen, von wo er als Mützenschmuck in die Reichswehr überging. Bei der Bundeswehr findet sich Eichenlaub beispielsweise auch als Verzierung der Schirmmützen, als Element einiger Tätigkeits-, Leistungs- und Sonderabzeichen sowie verschiedener Orden wie dem Ehrenzeichen der Bundeswehr, als Teil der Kragenspiegel für Generale und die Luftwaffenuniformträger oder als Teil der Dienstgradabzeichen der Dienstgradgruppen Generale und Stabsoffiziere. In der hier abgebildeten Form eines stehenden Eichenbruchs ähnelt es stark der Darstellungsweise in den Sonderabzeichen für „Einzelkämpfer“, „Führer einer auf sich gestellten Gruppe“, „Führer im Fallschirmjägerspezialeinsatz“ und „Kommandosoldat“. |
| Barettabzeichen | Trägergruppe: Heimatschutzkräfte Beschreibung: Metallgeprägte, altsilberne Umrandung aus Eichenlaub, am unteren Rand ein eingelassenes rechteckiges Plättchen (0,7 × 1,2 cm) in den Bundesfarben Schwarz-Rot-Gold. In der Mitte der Eichenlaubumrandung ein Eisernes Kreuz, darunter zwei gekreuzte Gewehre. Bedeutung: Das Barettabzeichen ist das jüngste der Bundeswehr. |

#### Barett-/Truppengattungsabzeichen für Marineuniformträger in nationalen Truppenteilen
| Abbildung       | Text |
| --------------- | --- |
| Barettabzeichen | Trägergruppe: Marinesicherungstruppe Beschreibung: Metallgeprägte, goldfarbene Eichenlaubumrandung. Am unteren Rand eingelassenes, rechteckiges Plättchen (0,7 × 1,2 cm) in den Bundesfarben Schwarz-Rot-Gold. In der Mitte der Eichenlaubumrandung zwei gekreuzte Gewehre vor einem klaren Anker. Bedeutung: Das Barettabzeichen zählt zu den wenigen goldfarbenen Barettabzeichen der Bundeswehr. Als Farbe zahlreicher Uniformstücke ist Gold in der Marine aber typisch. Goldfarben sind beispielsweise die Knöpfe des Dienstanzugs und die Dienstgradabzeichen sowie die Schirmapplikationen und Abzeichen der Schirmmützen. Der Anker, der wie auch auf den Schirmmützen von Eichenlaub umrankt abgebildet wird, ist ein typisches Symbol für die Marine. Er ist beispielsweise auch in jedem der Verwendungsabzeichen abgebildet. Er findet sich auch im Sonderabzeichen für Seefahrendes Personal und im Tätigkeitsabzeichen für Personal im allgemeinen Marinedienst. Die gekreuzten Gewehre sind wie beim Barettabzeichen der Panzergrenadiere und der Objektschutzkräfte der Luftwaffe Karabiner 98, die noch heute als repräsentative Waffe im Protokolldienst im Wachbataillon BMVg eingesetzt werden. Die gekreuzten Gewehre werden im taktischen Zeichen der Marinesicherung gleich doppelt in stilisierter Form wiedergegeben: das Andreaskreuz symbolisiert eine infanteristischen Verband; das kleine Kreuz darunter steht allgemein für Truppenteile der Sicherungstruppe. Im taktischen Zeichen signalisiert der Anker zudem wie im Barettabzeichen die Zugehörigkeit zur Teilstreitkraft Marine. |
| Barettabzeichen | Trägergruppe: Kommando Spezialkräfte der Marine Beschreibung: Metallgeprägte, goldfarbene Eichenlaubumrandung. Am unteren Rand eingelassenes, rechteckiges Plättchen (0,7 × 1,2 cm) in den Bundesfarben Schwarz-Rot-Gold. In der Mitte der Eichenlaubumrandung ein aufrecht zeigender Dreizack Bedeutung: Das Barettabzeichen zählt zu den wenigen goldfarbenen Barettabzeichen der Bundeswehr. Als Farbe zahlreicher Uniformstücke ist Gold in der Marine aber typisch (vgl. oben die Anmerkungen zum Barettabzeichen der Marinesicherungstruppe). Das Barettabzeichen löste 2015 für Angehörige des Kommandos Spezialkräfte der Marine, das bisher getragenen Barettabzeichen mit Anker und gekreuzten Gewehren (Barettabzeichen der Marinesicherungstruppe) ab. Wie auch das Kommando Spezialkräfte erhält damit ein relativ kleiner Truppenteil ein besonderes Barettabzeichen. Es dürfte das am wenigsten verbreitete Barettabzeichen der Bundeswehr sein. Im Wesentlichen geht der Dreizack, ein typisch maritimes Symbol, da es eine Verbindung zu Poseidon assoziiert, auf das Wappen des Verbandes zurück. Das Motiv einer aufrecht stehenden Stichwaffe zeigt eine gewisse Ähnlichkeit zum Truppengattungsabzeichen der Spezialkräfte im Heer. |

#### Barettabzeichen für Soldaten in multinationalen Truppenteilen
| Abbildung       | Text |
| --------------- | --- |
| Barettabzeichen | Trägergruppe: Angehörige der Deutsch-Französischen Brigade Beschreibung: Metallgeprägte, silberfarbene Umrandung, in der Mitte ineinandergreifende Nationalfarben [Deutschlands und Frankreichs]. Bedeutung: Wie auch das Verbandsabzeichen der Deutsch-Französischen Brigade zeigt das Barettabzeichen die Trikoloren der beiden Truppensteller Frankreich und Deutschland, wobei sich die beiden Flaggen den roten Streifen teilen, um die besondere Partnerschaft des binationalen Verbandes zu verdeutlichen. Entgegen der Anordnung des Bundespräsidenten über die Dienstgradbezeichnungen und die Uniform der Soldaten wird wie bei allen Barettabzeichen multinationaler Verbände auf die schwarz-rot-goldene Flagge am unteren Rand der Einfassung verzichtet. |
| Barettabzeichen | Trägergruppe: Angehörige des 1. Deutsch-Niederländischen Korps Beschreibung: Metallgeprägte, goldfarbene Umrandung; in der Mitte ein aufrecht ragendes [, metallgeprägtes, silberfarbenes], aus der Stadtgeschichte Münsters entlehntes Send-Schwert, welches am Heft von zwei Seiten umgriffen wird. Auf dem unteren Teil der Umrandung die Aufschrift „Communitate Valemus“ [in Majuskeln]. Bedeutung: Das Sendschwert ist eines der Wahrzeichen der westfälischen Stadt Münster. In Münster hat der Stab des von deutschen und niederländischen Soldaten gebildeten 1. Deutsch-Niederländische Korps seinen Sitz. Das Sendschwert wird zum Volksfest Send, das unweit des Hauptquartier des Korps veranstaltet wird, am Rathaus Münsters angebracht. Das Rathaus hat für die Niederlande eine hohe geschichtliche Symbolik, denn im Rathaus wurde 1648 im Friede von Münster die Unabhängigkeit der Vereinigten Niederlande von der Spanien vertraglich vereinbart. Die lateinische Inschrift (deutsch: „Gemeinsam sind wir stark“) unterstreicht den Grundgedanken europäischer Zusammenarbeit in Fragen der Sicherheits- und Verteidigungspolitik sowie des NATO-Bündnisses. Die beiden gemeinsam das Heft umfassenden Hände, stehen für die beiden Nationen Deutschland und Niederlande. Besonders deutlich wird dies bei Betrachtung des ganz ähnlich dem Barettabzeichen gestalteten Verbandsabzeichen des Korps, denn dort sind die beiden Unterarme in den Farben der deutschen und niederländischen Flagge koloriert. Entgegen der Anordnung des Bundespräsidenten über die Dienstgradbezeichnungen und die Uniform der Soldaten wird wie bei allen Barettabzeichen multinationaler Verbände auf die schwarz-rot-goldene Flagge am unteren Rand der Einfassung verzichtet. |
| Barettabzeichen | Trägergruppe: Angehörige des Eurokorps Beschreibung: Metallgeprägte silberfarbene mit Sternen applizierte Umrandung; in der Mitte ein aufrecht zeigendes, wehrhaftes Schwert über dem symbolisch dargestellten Europa. Bedeutung: Das Eurokorps ist – daher auch der Name – ein multinationaler Verband verschiedener europäischer Truppensteller. Kontinent und zwölf Sterne wie auf der Europaflagge unterstreichen dies. Im Wesentlichen entsprechen sich Motive des Verbands- und Barettabzeichen des Eurokorps. Entgegen der Anordnung des Bundespräsidenten über die Dienstgradbezeichnungen und die Uniform der Soldaten wird wie bei allen Barettabzeichen multinationaler Verbände auf die schwarz-rot-goldene Flagge am unteren Rand der Einfassung verzichtet. |
| Barettabzeichen | Trägergruppe: Angehörige des Multinationalen Korps Nord-Ost Beschreibung: Metallgeprägter silberfarbener erhabener Rand; in der Mitte drei gekreuzte Schwerter mit aufgesetztem (gekröntem) Greifenkopf; im Fuß drei Wellenlinien. Die Randform ist gotisch. Bedeutung: Im Wesentlichen entspricht das 2016 neu eingeführte Barettabzeichen, das auch von den ausländischen Soldaten im Korps getragen wird, dem Verbandsabzeichen des Korps. Die Wellen symbolisieren die drei Ostseezugänge (Großer-, Kleiner Belt, Öresund). Sie wurden aus dem Verbandsabzeichen des Vorläufers LANDJUT übernommen und standen für dessen Operationsraum. Die drei Schwerter symbolisieren die drei am Korps beteiligten Heere. Beim binationalen Korps LANDJUT wurden im Verbandsabzeichen an gleicher Stellen analog zwei gekreuzte Schwerter gezeigt. Der Greif ist dem Wappen der Garnison Stettin entlehnt. Es ist der Pommersche Greif. Pommern ist Stationierungsraum des Korps und weist eine wechselvolle deutsch-polnisch-dänische Geschichte auf. Entgegen der Anordnung des Bundespräsidenten über die Dienstgradbezeichnungen und die Uniform der Soldaten wird wie bei allen Barettabzeichen multinationaler Verbände auf die schwarz-rot-goldene Flagge am unteren Rand der Einfassung verzichtet. Die gotische Form in Form eines Verbandsabzeichens ist einzigartig für das Heer der Bundeswehr. |
| Barettabzeichen | Trägergruppe: Angehörige der Friedenstruppen der Vereinten Nationen Beschreibung: Auf weißem Grund in Gold die stilisierte Weltkarte in Form einer mittabstandstreuen Azimutalprojektion gerahmt von zwei sich unten kreuzenden Olivenzweigen; die Karte mit der mittabstandstreuen Azimutalprojektion hat den Nordpol als Projektionszentrum und projiziert die Erde vom Nordpol bis zum südlichen 60. Breitengrad – dargestellt sind fünf Breitenkreise und acht Längenkreise. Bedeutung: Das Barettabzeichen ähnelt stark der Flagge der Vereinten Nationen. Die Karte zeigt alle (ständig) bewohnten Gebiete der Erde und damit die Staatsgebiete aller Mitgliedstaaten der Vereinten Nationen. Der Olivenzweig umfasst das Barettabzeichen der VN ähnlich dem Eichenlaubkranz der deutschen Truppengattungsabzeichen. Die Olivenzweige sind ein klassisches Friedenszeichen. |

#### Entfallene Barett- bzw. Truppengattungsabzeichen
Die im Folgenden aufgezählten Barettabzeichen wurden in der Bundeswehr einst getragen, wurden aber entweder wie im Fall des Barettabzeichens der Deutsch-Französischen Brigade geändert oder wurden von Truppengattungen getragen, die außer Dienst gestellt wurden und deren Truppengattungsabzeichen zeitgleich entfiel. Es sei auch daran erinnert, dass alle Truppengattungsabzeichen, die vor den frühen 1980er Jahren ausgegeben wurden, zunächst nicht die schwarz-rot-goldene Flagge am unteren Rand des Eichenlaubkranzes enthielten (diese frühen Truppengattungsabzeichen sind im Folgenden nur exemplarisch für die Panzertruppe dargestellt).
| Abbildung       | Text |
| --------------- | --- |
| Barettabzeichen | Trägergruppe: Panzertruppe Beschreibung: Metallgeprägte, neu-silberne Eichenlaubumrandung. In der Mitte der Eichenlaubumrandung ein stilisierter Kampfpanzer. Bedeutung: Darstellung und Symbolik entspricht – sieht man von der Flagge ab – unverändert dem heutigen Truppengattungsabzeichen der Panzertruppe (vgl. oben). Die 1971 genehmigte Erstauflage der Barettabzeichen wurde mit Baretts zunächst nur für Panzer, Panzeraufklärer, Fallschirmjäger und Jäger eingeführt. Bis zur Überarbeitung Anfang der 1980er wurde das hier abgebildete Abzeichen der Panzertruppe ebenfalls von Soldaten der Panzeraufklärungstruppe getragen. Unterschiede zum heutigen Truppengattungsabzeichen sind die Verwendung eines anderen Silbertons sowie die damals noch nicht eingelassene bundesdeutsche Flagge am unteren Rand. Exemplarisch steht diese Ausführung auch für die damaligen Truppengattungsabzeichen der Fallschirmjägertruppe und Jägertruppe, die im Wesentlichen den heutigen glichen, aber zunächst ebenfalls keine Flagge aufwiesen (siehe hier für eine Abbildung des ersten Barettabzeichens der Fallschirmjäger). |
| Barettabzeichen | Trägergruppe: Heeresflugabwehrtruppe Beschreibung: Metallgeprägte, altsilberne Eichenlaubumrandung. Am unteren Rand eingelassenes, rechteckiges Plättchen (0,7 × 1,2 cm) in den Bundesfarben Schwarz-Rot-Gold. In der Mitte der Eichenlaubumrandung zwei gekreuzte, stilisierte Flugabwehrkanonenrohre vor senkrechtstehender Rakete. Bedeutung: Das Barettabzeichen zeigt die beiden Hauptwaffensysteme der Heeresflugabwehrtruppe: Flugabwehrkanone und Flugabwehrrakete. Die dargestellte Rakete könnte der Lenkflugkörper des Flugabwehrraketensystems Roland sein. Die abgebildete FlaK könnte möglicherweise das Rohr eines Flugabwehrkanonenpanzers Gepard darstellen. Eine ähnlich abgebildete Rakete findet sich auch im Tätigkeitsabzeichen für Raketen- und Flugkörperpersonal. Die senkrecht stehende Rakete war bereits in Form der später von den Kragenspiegeln in Waffenfarbe abgelösten Metallabzeichen am Kragen das Truppengattungsabzeichen der Flugabwehrtruppe. |
| Barettabzeichen | Trägergruppe: Panzeraufklärungs- und Feldnachrichtentruppe Beschreibung: Umrandung wie oben, darin mittig ein stilisierter Spähpanzer vor zwei gekreuzten Reiterlanzen. Bedeutung: Der Radaufklärungspanzer war eines der Hauptaufklärungsmittel der Panzeraufklärungstruppe. Sehr entfernt erinnert das dargestellte Fahrzeug an den Spähpanzer Luchs – vermutlich handelt es sich aber um kein in der Truppe eingesetztes Fahrzeug. Zur Bedeutung der gekreuzten Lanzen siehe die Bedeutung des Barettabzeichens der Heeresaufklärungstruppe. |
| Barettabzeichen | Trägergruppe: Fernspähtruppe Beschreibung: Umrandung wie oben, darin mittig ein stilisierter, stürzender Adler mit Blitzbündel in den Fängen vor zwei gekreuzten Reiterlanzen. Bedeutung: Die Fernspähtruppe war eine besonders spezialisierte Truppe, die immer eng mit den deutschen Luftlandetruppen verbunden war und wie diese luftlandefähig. Daher zeigte auch das Barettabzeichen den Adler in ähnlicher Darstellung wie im Barettabzeichen der Fallschirmjäger. Die in der Heraldik dem Adler als Attribute häufig mitgegebenen Blitzbündel in den Fängen lassen das Tier besonders wehrhaft erscheinen. Die internen Verbandsabzeichen der Fernspäher zeigten ebenfalls den Adler mit Blitzen und zeigten durch einen ebenfalls abgebildeten Fallschirm eine Verbindung zur 1. Luftlandedivision auf, deren Verbandsabzeichen ebenfalls den Fallschirm zeigte. Zur Bedeutung der gekreuzten Lanzen siehe die Bedeutung des Barettabzeichens der Heeresaufklärungstruppe. Die Ähnlichkeit zum Fliegerschützenabzeichen der Wehrmacht ist auffällig aber inhaltlich unbegründet.                                               |
| Barettabzeichen | Trägergruppe: Panzerjägertruppe Beschreibung: Umrandung wie oben, darin mittig ein Jagdpanzer vor zwei gekreuzten Speeren. Bedeutung: Der Jagdpanzer war das Hauptwaffensystem der Panzerjägertruppe. Hier ist vermutlich stilisiert ein Jagdpanzer Jaguar 1 dargestellt. Die gekreuzten Speere stehen symbolisch wohl für die Hauptaufgabe der Panzerjägertruppe: die Panzervernichtung. Speere und Jagdpanzer waren bereits in Form der später von den Kragenspiegeln in Waffenfarbe abgelösten Metallabzeichen am Kragen das Truppengattungsabzeichen der Panzerjägertruppe. |
| Barettabzeichen | Trägergruppe: Topographietruppe Beschreibung: Umrandung wie oben, darin mittig eine stilisierte Weltkugel mit der Aufschrift „GEO“; darüber ein offener Zirkel. Bedeutung: Der Zirkel ist eines der traditionellen Zeichenwerkzeuge für Kartografen und Arbeitswerkzeug für Navigatoren. Die Vermessung und Beschreibung des Globus (dazu dienen auch die eingezeichneten Breiten- und Längenkreise) sind einer der Hauptthemen der GEOgraphie und anderer GEOwissenschaften. In der Bundeswehr ist dies vor allem Aufgabe des Geoinformationswesens der Bundeswehr. Laufbahnabzeichen der Marineuniformträger der Dienstgradgruppe Offiziere im militärgeographischen Dienst ist ein ähnlicher Globus mit identischem Schriftzug. Zudem findet sich der Globus im Tätigkeitsabzeichen für militärgeographisches Personal. |
| Barettabzeichen | Trägergruppe: Deutsche Angehörige der Deutsch-Französischen Brigade bis zum Wechsel zum heutigen Barettabzeichen ohne deutsche Flagge (vgl. oben) Beschreibung: Metallgeprägte, silberfarbene Umrandung. Am unteren Rand eingelassenes, rechteckiges Plättchen (0,7 × 1,2 cm) in den Bundesfarben Schwarz-Rot-Gold. In der Mitte der Umrandung ineinandergreifende Nationalfarben [Deutschlands und Frankreichs]. Bedeutung: wie oben |

## Geschichte

### Vorläufer in früheren deutschen Streitkräften

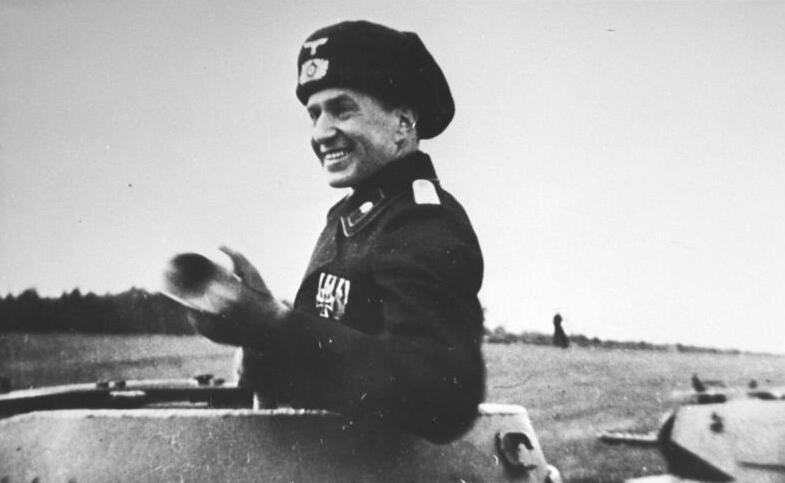
Panzerschutzmütze der Wehrmacht

In früheren deutschen (und ausländischen) Streitkräften des 17. bis 20. Jahrhunderts war das Barett nie sehr weit verbreitet. Die französischen Chasseurs alpins sollen 1889 als Erste das Barett in eine neuzeitliche Armee eingeführt haben.
Vorläufer des heutigen Baretts in Deutschland waren die um 1930 in die Reichswehr eingeführten schwarzen (und damit gegen Ölspuren relativ unempfindlichen) Panzerschutzmützen in Form einer dick gepolsterten Baskenmütze, die den Besatzungen der neu aufgestellten Panzertruppe als Kopfschutz dienen sollte. Vorbild waren möglicherweise die Uniformen des britischen Royal Tank Regiment, deren schwarzes Barett direkt auf die Kopfbedeckung der Chasseurs alpins zurückgehen soll. Bis etwa 1939/1940 ersetzte die Wehrmachtsführung die sich als unkomfortabel erweisenden Panzerschutzmützen weitgehend durch die Feldmütze M38 (das Schiffchen).

### Vorläufer in der Bundeswehr

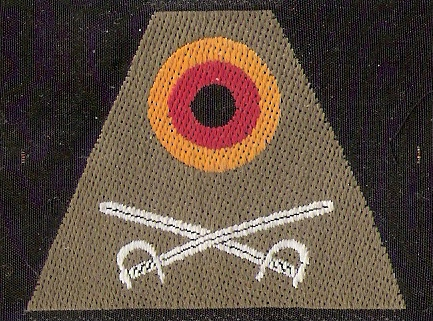
Abzeichen an Arbeits- und Panzerschutzmütze

Bei der Aufstellung der Bundeswehr führte man zunächst kein Barett ein. Erst mit einer der ersten Uniformänderungen Ende 1959 stattete man die Besatzungen gepanzerter Fahrzeuge mit einer gepolsterten Panzerschutzmütze im Stil der Wehrmacht und zusätzlich einem Barett aus. Beide waren aus grau-olivem, jagdmeliertem Wolltuch in Art der „Filzlaus“ gefertigt. Statt der heutigen Barettabzeichen wurden an allen Panzerschutzmützen und Baretten auf der Stirnseite die bundesdeutsche Kokarde sowie gekreuzte Säbel angebracht, wie sie noch heute ähnlich – in Form metallgeprägter Anstecker – an der Bergmütze des Heeres getragen werden.

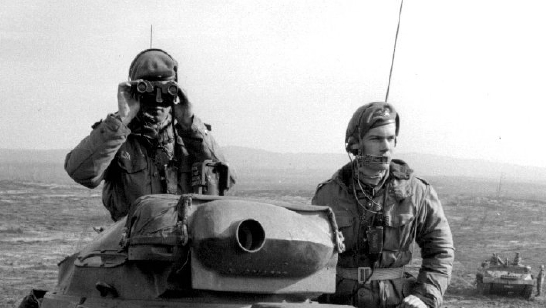
Barett einer M48-Besatzung 1960
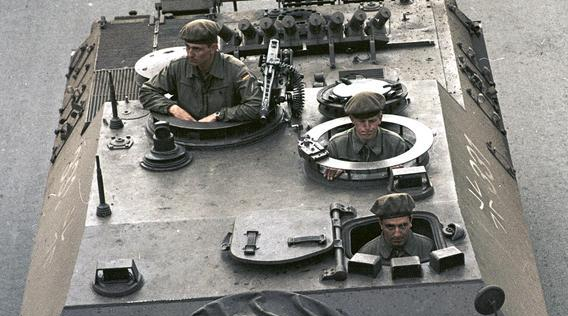
Besatzung eines Kanonenjagdpanzers mit der gepolsterten Panzerschutzmütze 1965

### Einführung der heutigen Barettform

Christian Trull mit einem unzulässigen Barettabzeichen alter Art ohne Bundesflagge. Die Positionierung des Baretts entspricht nicht der ZDv 37/10.

Am 27. April 1971 veranlasste der Führungsstab des Heeres nach Genehmigung durch den Bundespräsidenten für einige Truppengattungen die Einführung der ersten Barette heutiger Form. Die Soldaten der Panzerbataillone, Panzerregimenter, Panzeraufklärungsbataillone und Brigadespähzüge erhielten – vermutlich im Rückgriff auf die Farbe der Panzerschutzmützen der Reichswehr und Wehrmacht – schwarze Barette. Ebenso erhielten Fallschirmjäger bordeauxrote und Jäger grüne Barette in der noch heute getragenen Form. Bei der Farbe der Fallschirmjäger orientierte man sich an den Baretten zahlreicher ausländischer Luftlandekräfte. Bereits im Zweiten Weltkrieg hinterließ das weinrote Barett des britischen Parachute Regiment bei deutschen Truppen angeblich Eindruck. Die britischen Fallschirmjäger trugen das Barett 1942, ab 1943 daran angelehnt später auch amerikanische Luftlandetruppen; die Farbe wurde durch Daphne du Maurier, Ehefrau des Generals Frederick Browning, bestimmt. Das Grün der Jägerbarette ging wie ihre Waffenfarbe auf die traditionelle Uniformfarbe Jäger früherer deutscher Streitkräfte zurück.
Eingeführt wurden mit der Baretteinführung 1971 zunächst nur die Truppengattungsabzeichen für Jäger, Fallschirmjäger und für die Panzertruppe. Panzeraufklärer erhielten zunächst Barett und Barettabzeichen der Panzertruppe. Einige der neu gestalteten Truppengattungsabzeichen (auch jene die erst um 1980 eingeführt wurden) orientierten sich deutlich an der Gestaltung der Metallanstecker für die Kragenecken der Uniformen der noch jungen Bundeswehr, die bereits nach wenigen Jahren durch die traditionellen Kragenspiegel heutiger Form ersetzt wurden. Die 1971 (und auch die 1978/79) eingeführten Truppengattungsabzeichen waren von Beginn an den aktuellen bereits sehr ähnlich, aber erst zu Beginn der 1980er Jahre erhielt der Eichenlaubkranz des Barettabzeichens die schwarz-rot-goldene Flagge, die noch heute in der Anordnung des Bundespräsidenten über die Dienstgradbezeichnungen und die Uniform der Soldaten gefordert wird.

### Ausweitung auf weitere Truppenteile
Um 1978/ 79 erhielten alle anderen Soldaten des Heeres (außer Teile der Gebirgstruppe) und bestimmte Truppenteile der Marine ihre Barette und Barettabzeichen. Anfang 1980 folgten die Luftwaffensoldaten des Wachbataillons BMVg, die wie ihre Kameraden vom Heer das Barett mit dem gotischen W erhielten, aber für einige Zeit zunächst der einzige Luftwaffentruppenteil mit Barett bleiben sollte.
Nachdem sich die Bundeswehr ab 1991 (zunächst UNAMIC dann UNTAC) mit eigenen Kontingenten an Blauhelm-Missionen beteiligt, trugen deutsche Soldaten solcher Einsätze statt ihres „regulären“ Baretts das hellblaue Barett und Barettabzeichen der Vereinten Nationen. 1992 erhielt die Panzerjägertruppe ein eigenes Barettabzeichen; bisher trugen Panzerjäger das Truppengattungsabzeichen der Panzertruppe. In Verbindung mit der Aufstellung der Deutsch-Französischen Brigade (aufgestellt 1989), des Eurokorps (aufgestellt 1993, spezifisches Barett seit Ende 2000), des 1. Deutsch-Niederländischen Korps (1995, spezifisches Barettabzeichen frühestens Mitte 2003 in die ZDv 37/10 aufgenommen), des Kommandos Spezialkräfte (seit September 1997 spezifisches Barettabzeichen) erhielten die dort dienenden Soldaten truppenteilspezifische Barettabzeichen. Im Zuge der Einführung spezifischer Barette der aufgezählten multinationalen Verbände hielt die Barettfarbe Marineblau erstmals auch Einzug in die Uniformen des Heeres. Beim Barettabzeichen der deutschen Angehörigen der Deutsch-Französischen Brigade entfiel bis 2008 nach Vorbild der schon immer flaggenlosen Barettabzeichen der multinationalen Korps die deutsche Flagge, so dass nun in den aufgezählten multinationalen Verbänden Soldaten ungeachtet ihrer Nationalität identische aber entgegen der Anordnung des Bundespräsidenten über die Dienstgradbezeichnungen und die Uniform der Soldaten flaggenlose Barettabzeichen tragen.
Um 2003 erhielten auch einige weitere Soldaten der Luftwaffe Barette mit dem neu entworfenen Barettabzeichen für die Luftwaffensicherung. 2006 entfiel das Truppengattungsabzeichen der zu diesem Zeitpunkt aufgelösten Panzerjägertruppe endgültig (bereits seit 1996 war es bereits praktisch nicht mehr vorhanden, da die Panzerjäger in die Panzergrenadierbataillone eingegliedert wurden und dort das Barettabzeichen der Panzergrenadiere trugen). Die Neueinführung eines Truppengattungsabzeichens wurde im Heer letztmals 2008 nötig, als die neu aufgestellte Heeresaufklärungstruppe ein neues Barettabzeichen erhielt. Im Gegenzug entfielen die Barettabzeichen der Panzeraufklärungs- und Fernspähtruppe. Zuletzt entfiel 2012 das Truppengattungsabzeichen der aufgelösten Heeresflugabwehrtruppe.
Mit der Umstellung von der ZDv 37/10 auf die Zentralrichtlinie A2-2630/0-0-5 wurden 2016 Barettabzeichen für das Kommando Spezialkräfte der Marine und das Multinationale Korps Nord-Ost neu eingeführt. Angehörige des letztgenannten Verbandes tragen seitdem wie die Angehörigen anderer multinationaler Verbände marineblaue Baretts. Mit Aufstellung des Cyber- und Informationsraumes wurden 2017 ein neues Barettabzeichen für alle Soldaten dieses Organisationsbereiches neu eingeführt. Die Soldaten dieses Organisationsbereiches tragen einheitlich dunkelblaue Barette. Da in der Streitkräftebasis und im Heer entweder keine Truppenteile der Topographietruppe (bzw. deren Nachfolger), der Fernmeldetruppe EloKa, Truppe für Operative Kommunikation verbleiben oder im Fall der Fernmeldetruppe Verbänden im Heer mit truppenteilspezifischen Barettabzeichen unterstellt sind, entfallen damit de-facto (bis auf wenige Einzelfälle für Soldaten der genannten Truppengattungen, die beispielsweise im BMVg oder anderen Stäben dienen) die Barettabzeichen der aufgezählten Truppengattungen.

## Kopfbedeckung der Gebirgstruppe

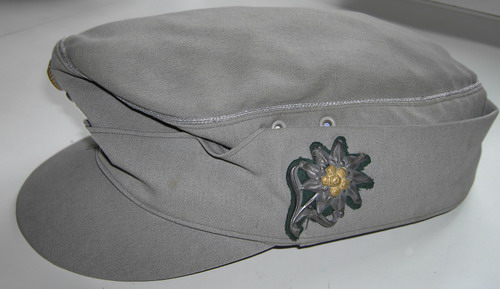
Bergmütze

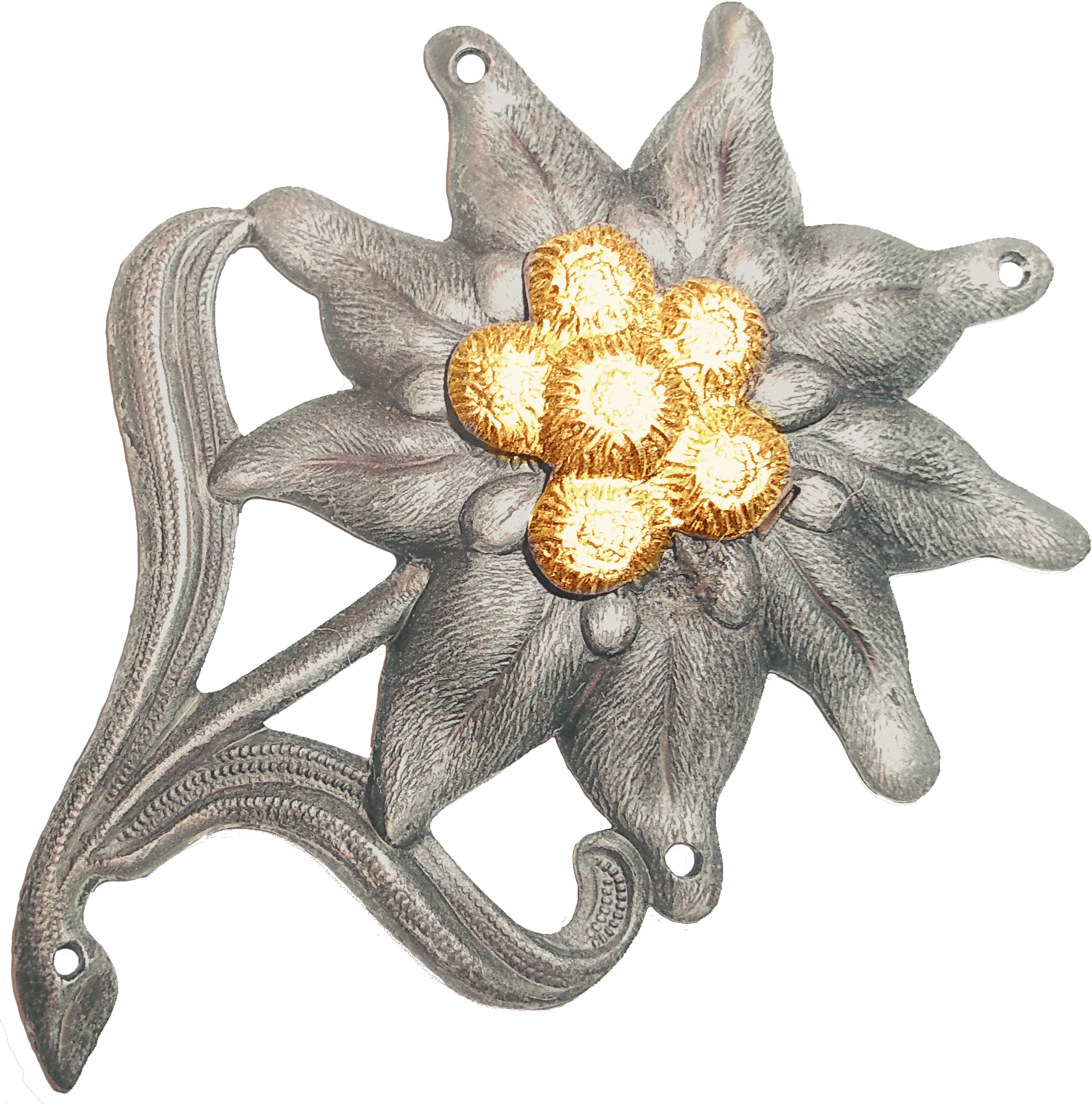
Edelweiß

Soldaten der Gebirgstruppe tragen in der Regel statt des Baretts traditionell die Bergmütze mit einem angesteckten altsilberfarbenen metallgeprägten Edelweiß mit goldfarbenen Staubgefäßen. Die ZDv 37/10 legt für folgende Soldaten das Tragen der Bergmütze fest:
- alle Soldaten der Gebirgsjägerbrigade 23 außer Brigadeangehörige der Panzer- und Heeresaufklärungstruppe[A 81]
- alle sonstigen Gebirgsjäger der Gebirgsjägertruppe, die im Bundesministerium der Verteidigung, in Kommandobehörden, in Ämtern, Schulen[A 23], Landeskommandos[A 24] und integrierten Stäben[A 25] eingesetzt sind
- Stammpersonal der Gebirgs- und Winterkampfschule außer Stammpersonal der Panzer- und Heeresaufklärungstruppe[A 81]
- alle Soldaten des Gebirgsmusikkorps außer Soldaten Panzer- und Heeresaufklärungstruppe[A 81][3]

Gebirgsjäger, die außerhalb der oben aufgeführten Truppenteile dienen, tragen statt Edelweiß und Bergmütze in der Regel das grüne Barett und das goldene Barettabzeichen der Jägertruppe, falls sie aufgrund ihrer Unterstellung nicht ein andersfarbiges Barett ggf. mit einem anderen Barettabzeichen tragen (beispielsweise bordeauxrotes Barett mit stürzendem Adler auf Grund einer Überstellung in die Division Schnelle Kräfte oder marineblau durch die Zuordnung zu einem der Offizieranwärterbataillone – sei es als Ausbilder oder Offizieranwärter).
Soldaten der Panzer- und Heeresaufklärungstruppe, die Teil der Gebirgsjägerbrigade 23 oder des Gebirgsmusikkorps der Bundeswehr sind oder zum Stammpersonal der Gebirgs- und Winterkampfschule zählen, sowie Angehörige des teilaktiven Gebirgspanzerbataillons 8 tragen das für ihre Truppengattung bzw. ihren Truppenteil vorgesehene Barett mit dem Barettabzeichen ihrer Truppengattung. Zusätzlich wird an der linken Seite des Baretts nach dem Truppengattungsabzeichen das Edelweiß in Ausrichtung wie auf der Bergmütze angesteckt. Ebenso tragen die Soldaten des früher kurzfristig der 1. Gebirgsdivision unterstellten Panzergrenadierbataillons 112 ab der bestandenen Dienstpostenausbildung das Edelweiß neben dem Truppengattungsabzeichen am (grünen) Barett.